# Dentella
Dentella es un género con 17 especies de plantas con flores del orden de las Gentianales de la familia de las rubiáceas. Se encuentra en los trópico se Asia y sudoeste del Pacífico.

## Especies seleccionadas
- Dentella asperata
- Dentella bifida
- Dentella browniana
- Dentella concinna
- Dentella dioeca

## Sinonimia
- Heymia, Lippaya